# Pseudopelletierin
Pseudopelletierin ist eine bicyclische, heterocyclische Verbindung, die sich wie Pelletierin vom Piperidin ableitet. Der systematische Name lautet 9-Methyl-9-azabicyclo[3.3.1]nonan-3-on. 

## Vorkommen

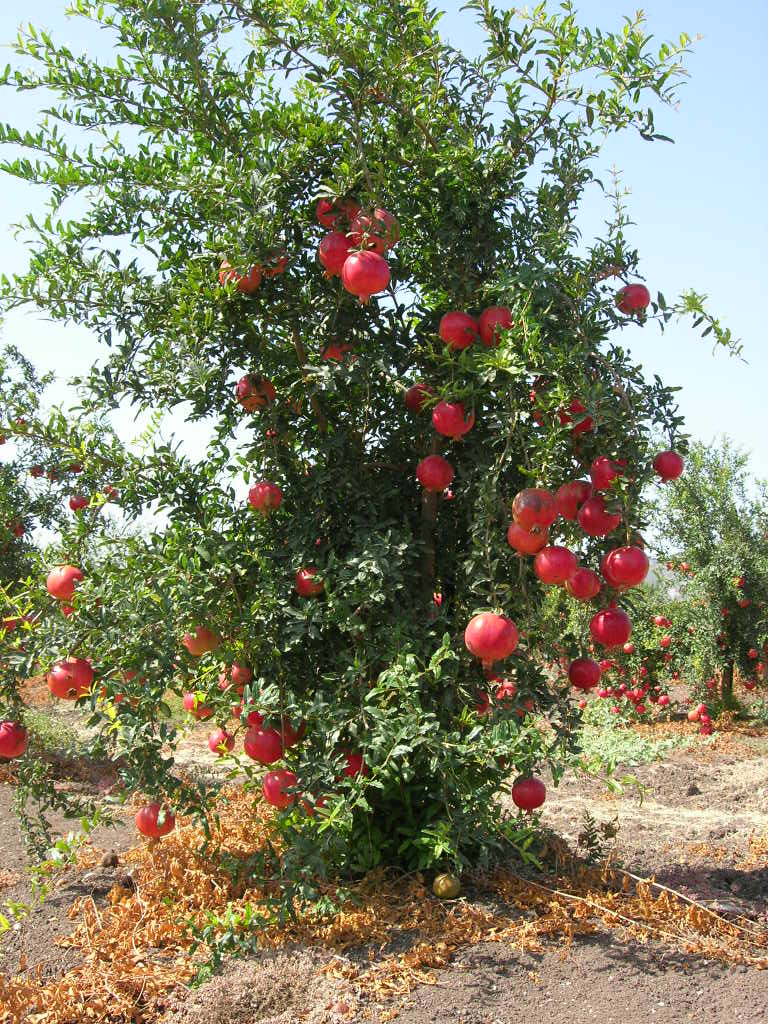
Granatapfelbaum in Israel

Pseudopelletierin kommt natürlich in der Granatwurzelrinde vor.

## Gewinnung und Darstellung
Ähnlich wie das Tropinon kann Pseudopelletierin in einer Mehrkomponentenkondensation aus Glutaral, Acetondicarbonsäure und Methylamin (siehe Mannich-Reaktion) gefolgt von Decarboxylierung erzeugt werden (Robinson-Schöpf-Reaktion). 

## Verwendung
Pseudopelletierin ist die Ausgangsverbindung bei der Cyclooctatetraen-Synthese nach Willstätter.